# Hellsing
Hellsing (ヘルシング Herushingu?) este o serie manga și anime scrisă și ilustrată de Kouta Hirano. A apărut în revista Young King Ours în 1997 și continuă și astăzi. Capitolele individuale sunt colectate și publicate sub forma de volume tankōbon de către Shōnen Gahosha, din Septembrie 2008 fiind publicate 10 volume. Hellsing urmărește eforturile misterioase și secrete ale Organizației Hellsing, de a elimina vampiri, zombi denumiți "ghouli", și alți inamici de natură supernaturală care amenință Regatul Unit.
Seria manga este licențiată pentru publicarea în Engleză în America de Nord de Dark Horse Comics, în Australia și Noua Zeelandă de Madman Entertainment, și în Singapore de Chuang Yi. În 2001, Hirano a început să publice capitole dintr-o serie prolog, Hellsing: The Dawn, în ediții speciale ale Young King OURs, cu șase capitole publicate până în Septembrie 2008.
O serie anime cu același nume a fost produsă de Gonzo. Având ca director pe Umanosuke Iida, seria a fost bazată pe manga, dar a folosit un scenariu de Chiaki Konaka și este diferită de manga în ceea ce privește intriga, deși folosește aceleași personaje și un design al acestora asemănător cu manga. Cuprinzând 13 episoade, a fost difuzat în Japonia pe Televiziunea Fuji între 10 octombrie 2001 și 16 ianuarie 2002. Un original video animation (OVA) intitulat Hellsing Ultimate este produs de Satelight și Geneon. Primul episod a fost lansat pe 22 ianuarie 2006, seria OVA urmărind povestea din manga mai bine decât prima serie. Din 23 septembrie 2008, patru episoade au fost lansate, cu un al 5-lea programat pentru 24 octombrie 2008.

## Personaje
Alucard
Alucard este personajul principal al acestei serii, fiind în curând observat că acesta este un vampir ce luptă împotriva vampirilor mult mai slabi și pe care nu îi consideră să merite existența sub acea formă. Este de asemenea cea mai puternică armă a Organizației Hellsing, fiind nu doar un vampir, ci unul din cei mai străvechi, existența lui datând din secolul XV. Acesta decide să servească organizația după o încarcerare de zeci de ani și eliberarea de fiica celui ce l-a capturat, Integra Hellsing. Între aceștia se formează o relație ciudată, aparent de stăpână și vasal, care pe parcurs ia însă o întorsătură dramatică.
Existența lui Alucard este legată de Dracula, personajul fictiv din cartea lui Bram Stoker inspirată din viața lui Vlad Țepeș. La final, acest fapt devine clar, odată cu o fulgerare de o secundă în care fața sa ia forma reprezentațiilor grafice a domnitorului. Acest lucru poate fi corelat cu numele scris invers care semnifică același personaj mitic.
Seras Victoria
Victoria a fost inițial membră a echipei speciale D11, până la a fi rănită fatal de Alucard, în goana sa după distrugerea vampirului sub formă de preot. Pe pragul morții, cauzată de o gaură în piept, a ales să-i dea voie lui Alucard s-o transforme într-un vampir. Astfel, servindu-l pe Alucard, a ajuns să lucreze pentru Organizația Hellsing.
Pentru câteva săptămâni după înrolare, Seras evită să bea sânge din teama să nu-și piardă umanitatea, fiindcă la prima întâlnire cu o rație de sânge, este condusă de setea de sânge. Totuși, când îl vede pe Alucard hrănindu-se, își acceptă puterile vampirice și consumă sânge. Pe durata seriei, mai este numită și draculina.
Integra Hellsing
Sir Integra Wingates Hellsing, după numele său coordonat cu titulatura, este o nobilă de 22 de ani și ultimul membru al familiei Hellsing. De asemenea, lidera puternică și inteligentă a Organizației Hellsing, și ,,stăpâna" lui Alucard. A moștenit organizația la frageda vârstă de 13 ani, când tatăl ei a murit. Deși adesea pare dură și pretențioasă, este respectată și admirată, chiar și printre inamicii de moarte. În manga se dovedește și trăgătoare de elită. În plus, este o spadasină excelentă, și posedă puterea, dezvăluită mai direct în anime, de a controla și induce transformările lui Alucard cu ajutorul unor tehnici aparent alchimiste, pentru a-l face cea mai puternică armă din lume, la dispoziția ordinelor sale.
Alexander Anderson
Paladinul Preot Alexander Anderson, lucrează pentru Vatican Secțiunea XIII, Iscariot. Anderson este arma supremă a Iscariotului în lupta împotriva morților-vii. Cu puteri regenerative și o mulțime de arme sfinte, misiunea lui nu este alta decât distrugerea  tuturor morților-vii din lume. Anderson este de asemenea cel mai mare rival al lui Alucard.

## Formate media

### Manga
Seria există din 1997 și este publicată în continuare în revista Young King OURs, în Japonia. Versiunea Engleză este publicată de Dark Horse, în Australia și Noua Zeelandă de Madman Entertainment, și în Singapore de Chuang Yi. Traduceri regionale în Franceză de Editions Tonkam, în Germană de Planet Manga, în Spaniolă de Norma, în Poloneză de J.P. Fantastica, iar în chineză tradițională de Tong Li.
Autorul a lucrat de asemenea la un prolog denumit Hellsing: The Dawn, acesta din urmă fiind publicat la intervale neregulate în aceeași revistă japoneză sub forma de capitole speciale. The Dawn îi are în centru pe Walter C. Dornez, având 14 ani și pe Alucard, sub forma unei fete de 14 ani, atacând baza Millennium din Varșovia, Polonia în Septembrie 1944, în timpul Revoltei Warsaw. Publicarea este programată să reînceapă după terminarea principalei serie Hellsing. Potrivit Taliesin Jaffe, capitolele din The Dawn vor fi animate ca parte a seriei OVA Hellsing Ultimate.
După spusele lui Hirano, acesta va încheia manga în aproximativ un an sau doi, urmînd a începe un alt proiect pe care îl ține deocamdată secret.

### Anime
Seria anime a fost produsă de studioul Gonzo, după manga omonimă de Kouta Hirano. Numele este fie o traducere greșită sau un joc de cuvinte deliberat al familiei vânătorului de vampiri din cartea lui Bram Stoker numit Abraham van Helsing.
În seria anime realizată de studioul Gonzo, povestea și personajele diferă destul de mult de seria manga. Seria a fost difuzată pe Televiziunea Fuji din Japonia între 10 octombrie 2001 și  16 ianuarie 2002, iar în America pe canalul Starz!'s Encore Action între 4 octombrie 2003 și 27 decembrie 2003.
În România, acesta a fost difuzat pe Animax, în 2008.

### Coloana sonoră
- Melodia de început: "Logos Naki World" ("O lume fără logo-uri"), cîntată de Yasushi Ishii
- Melodia de început: "Shine" ("Strălucire"), cântată de Mr. Big

### OVA-uri
Seria OVA, numită Hellsing Ultimate este bazată pe seria manga populară creată de Kouta Hirano. Aceasta este produsă de studiourile de animație Satelight și Geneon. Primul episod, de cincizeci de minute, a fost lansat pe DVD în Japonia pe 10 februarie 2006. Din Februarie 2008, patru episoade au fost lansate în Japonia, și un al 5-lea este așteptat pe 24 octombrie 2008. Finalul fiecărui episod folosește piese de muzică instrumentală compusă de Hayato Matsuo și  interpretată de Warsaw Philharmonic Orchestra
Seria OVA este licențiată pentru comercializare în Statele Unite de Geneon USA. Pentru a produce dublajul în Engleză al seriei, Geneon a reunit o mare parte din actori ce au realizat dublajul primei serii, care a fost licențiat tot de Geneon. Dintre aceștia au participat Crispin Freeman (Alucard), K.T. Gray (Seras), Ralph Lister (Walter), Victoria Harwood (Sir Integra) și Steven Brand (părintele Alexander Anderson). Taliesin Jaffe este regizorul, care de asemenea îl joacă pe Huger, vampirul ucis de Alucard în primul OVA. Primul episod a fost lansat pe DVD pe 5 decembrie 2006, după ce a avut premiera la convenția Anime Expo din 2006. Deși Geneon USA nu își mai distribue singură propiile titluri, ea rămâne deținătorul licenței seriei iar în 2008 distribuția în America de Nord a fost preluată de Funimation Entertainment. Funimation va lansa al 4-lea episod pe 23 septembrie 2008. Simultan, compania va relansa primele trei episoade.
- "Hellsing Ultimate, I" Lansat în Japonia pe 10 februarie, 2006. Lansat în Engleză pe 5 decembrie, 2006.[5]
- "Hellsing Ultimate, II" Lansat în Japonia pe 25 august, 2006. Lansat în Engleză pe 6 octombrie, 2007.[10]
- "Hellsing Ultimate, III" Lansat în Japonia pe 4 aprilie, 2007. Lansat în Engleză pe 16 octombrie, 2007.[10]
- "Hellsing Ultimate, IV" Lansat în Japonia pe 22 februarie, 2008. Lansat în Engleză pe 23 septembrie, 2008.[8]

## Recepție
În 2005, volumele șase si șapte ale seriei manga Hellsing sau clasat în Top-ul Diamond Comics Distributors al celor mai bine vândute 48 de manga din Statele Unite pentru acel an. Potrivit unui clasament al vânzărilor din Japonia, în Noiembrie 2007, cel de-al 9-lea volum al seriei facea parte din primele 10 volume vândute lunar.